# Apetite sexual excessivo

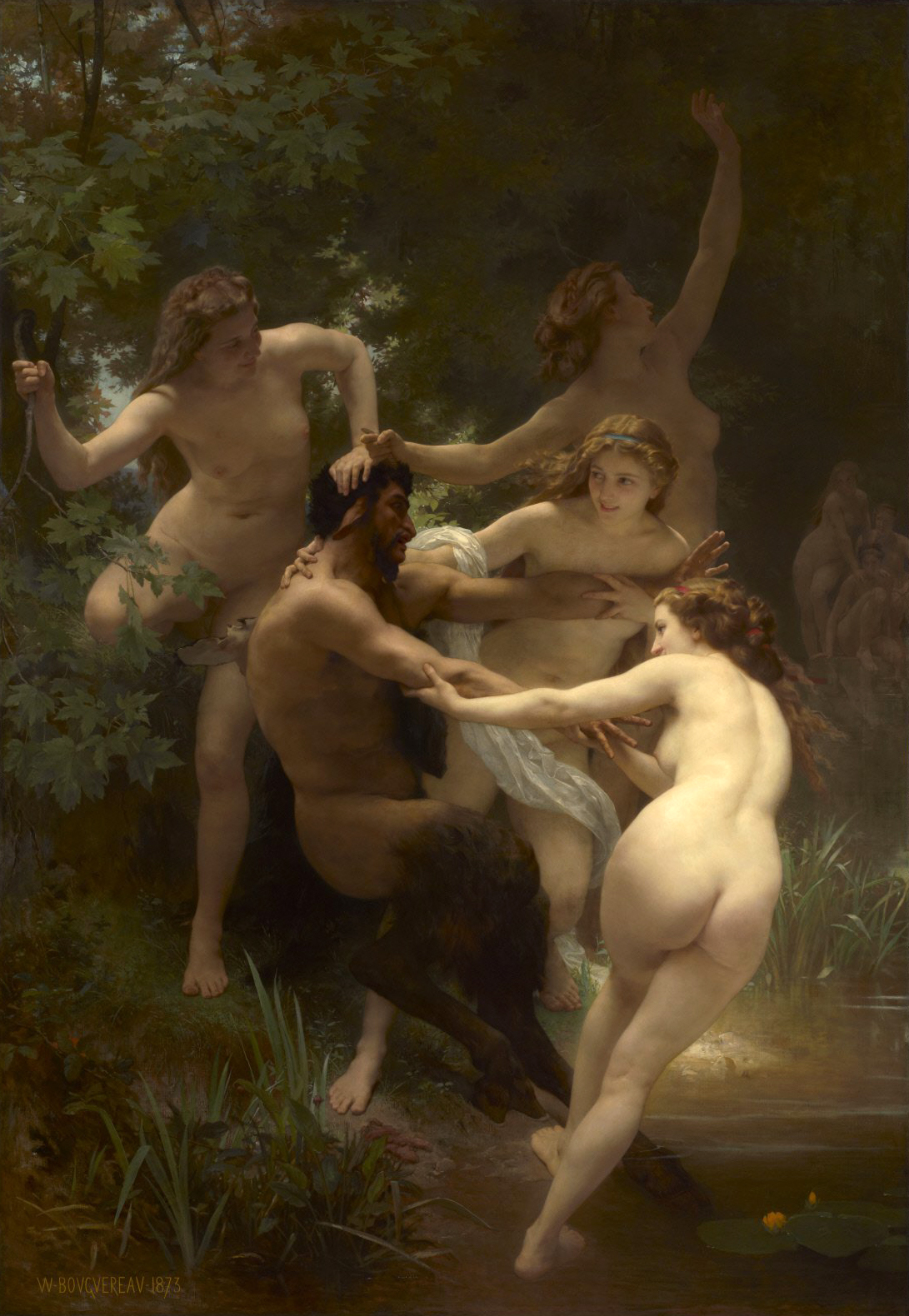
Na mitologia grega ninfas e sátiros eram descritos e pintados frequentemente em orgias feitas em homenagem a Dionísio (Baco)

Apetite sexual excessivo, hipersexualidade, desejo sexual hiperativo (DSH), ou ninfomania (em mulheres) e satiríase (em homens) é um transtorno sexual caracterizado por um nível elevado de desejo e atividade sexual a ponto de causar prejuízos na vida do indivíduo. Trata-se de um tipo de vício com sintomas compulsivos, obsessivos e impulsivos, e seu tratamento é similar ao de outros tipos de dependências. A prevalência está em torno de 5%, sendo mais comum em homens, porém a dificuldade dos participantes em assumirem o problema por questões morais e sociais indicam que a frequência deve ser maior.
A hipersexualidade pode ser uma condição primária ou o sintoma de outra doença ou condição médica, por exemplo, síndrome de Klüver-Bucy ou transtorno bipolar. A hipersexualidade também pode se apresentar como um efeito colateral de medicamentos, como medicamentos usados para tratar a doença de Parkinson, ou se apresentar através da administração de hormônios como testosterona e estrogênio durante uma terapia hormonal. Os clínicos ainda não chegaram a um consenso sobre a melhor maneira de descrever a hipersexualidade como uma condição primária, ou para determinar a adequação de descrever tais comportamentos e impulsos como uma patologia separada.
Vários autores não reconhecem tal patologia e, em vez disso, afirmam que a condição reflete apenas uma antipatia cultural pelo comportamento sexual excepcional.

## Características
Só é classificado como transtorno psicológico quando o comportamento e desejo sexual elevados prejudicam significativamente suas atividades diárias e relacionamentos afetivos. Alguns autores classificam a ninfomania e a satiríase como um tipo de compulsão. Mas atualmente é melhor classificada como um vício, pois o transtorno obsessivo-compulsivo (TOC) estão relacionados a atividades desagradáveis a que o indivíduo não consegue resistir e parar de pensar. Já o vício está associado a uma atividade prazerosa e dificuldade em conter impulsos. É possível também que  compulsão sexual e vício sexual sejam tratados como transtornos distintos de acordo com seus sintomas.
Popularmente, acredita-se que a pessoa com hipersexualidade deseja ter atos sexuais com diversos parceiros e obtém grande prazer em todos eles, mas não necessariamente é o que ocorre. Uma pessoa considerada ninfomaníaca pode não conseguir satisfazer seus desejos sexuais e, por isso, sentir a necessidade de ter vários atos sexuais seguidos, na tentativa de alcançar um orgasmo. O ato sexual pode ser seguido por culpa e arrependimento, o que não impede novos impulsos para outro ato, assim como nas compulsões alimentares.
Pesquisas brasileiras indicaram que a média de orgasmos é de 3 por semana entre os homens. Com base nesse dado estimou-se que mais de 7 orgasmos por semana ou mais de 15-25 horas vendo pornografia podem ser um sintoma de hipersexualidade. Os próprios portadores geralmente relatam sentirem preocupados e desconfortáveis com o excesso de desejo sexual e que seu tempo poderia ser melhor gasto em outras atividades mais satisfatórias e produtivas.

## Tipos
Segundo Coleman (1992) existem cinco tipos de Transtorno Sexual Hiperativo:
- Sexo compulsivo e múltiplos parceiros;
- Fixação compulsiva na obtenção de um parceiro inatingível;
- Masturbação compulsiva, mesmo sem vontade ou com dor;
- Compulsão por múltiplos relacionamentos afetivos ou;
- Sexo compulsivo com um único parceiro.

O abuso de pornografia virtual, sexo por telefone e formas anônimas de sexo também podem ser usados para classificar subtipos de hipersexualidade. O abuso de objetos sexuais, a ponto de causar lesões repetidas vezes, também pode ser classificado como uma adicção sexual.

## Diagnóstico
Existem diversas propostas médicas para diagnosticar a hipersexualidade, dentre  elas uma das mais aceitas pelos psiquiatras é:[carece de fontes?]
1. A existência de fantasias sexualmente excitantes recorrentes e intensas, impulsos ou comportamentos sexuais que persistam durante um período de pelo menos seis meses e se encaixem na definição de parafilias.
2. As fantasias, impulsos ou comportamentos sexuais causam desconforto ou comprometimento clinicamente significativo na área social, ocupacional ou outras áreas importantes.
3. Os sintomas não encontram causa em outros transtornos, como por exemplo, no episódio maníaco.
4. Os sintomas não se devem aos efeitos fisiológicos diretos de uma substância (abuso de droga ou medicamento) ou à afecção clínica geral.

## Diagnóstico diferencial
É um dos sintomas da fase maníaca do distúrbio bipolar. Nesta fase, o pensamento acelerado, delírio de grandiosidade, impulsividade e euforia podem gerar um grande aumento no número de relações sexuais, frequentemente sem preservativo e com múltiplos parceiros. Semanas depois na fase depressiva é comum que o paciente se arrependa e sinta vergonha e culpa por seus excessos e irresponsabilidade. Doença de Pick, lesões cerebrais, sífilis e demências também podem causar um aumento na sexualidade, impulsividade e obsessão sexual além de outros comportamentos socialmente inadequados similares.
Está fortemente associado com outras adicções como alcoolismo, drogadicção, jogo patológico e compulsão alimentar. Também pode estar associado a transtornos de ansiedade, distúrbios do humor, transtorno de personalidade ou a outra disfunção sexual. Não deve ser classificada quando a hipersexualidade for causada por drogas (como metanfetaminas) ou medicamentos.

## Etimologia
Ninfomania deriva das palavras gregas "nýmfi" (νύμφη): "ninfa" e "manía" (μανία): "loucura", "fúria", "ódio". Na mitologia grega, ninfas e sátiros eram espíritos da natureza famosos por sua beleza e sexualidade exacerbada. Diversas ninfas ficaram famosas ao se envolverem ou serem abusadas por deuses, dando à luz famosos heróis.

## Tratamento
Terapia cognitivo-comportamental ensina o paciente a controlar seus impulsos e a  manter relacionamentos sexualmente saudáveis e satisfatórios não necessariamente diminuindo a frequência sexual (por exemplo pode focalizar em ensinar a pessoa a restringir seu número de parceiros sexuais, melhorar a qualidade do ato e sempre usar preservativos). Pode também ser voltada para o desenvolvimento de habilidades para lidar melhor com a ansiedade, desconforto e carência afetiva ou de assertividade (saber dizer "não" gentilmente).
Antidepressivos que regulam a serotonina (ISRS) podem ajudar a diminuir a libido, a ansiedade, os pensamentos obsessivos e aumentar o autocontrole e bom humor. Psicoterapia de casal e psicoterapia de grupo especialmente voltada para adicção sexual também tem demonstrado bons resultados. Participação em terapias em grupos baseadas em 12 passos podem ser eficientes para o tratamento dessa adicção.

## Cultura popular
- A ninfomania é retratada no filme Ninfomaníaca, de Lars Von Trier. Nele, Joe, a personagem principal, conta a sua história e como conviveu com a doença desde a tenra infância.
- No filme Shame, de Steve McQueen, Michael Fassbender interpreta um satiríaco que se sente envergonhado com a própria condição.
- Na sitcom brasileira Toma Lá, Dá Cá, a personagem Copélia é apresentada como ninfomaníaca e uma compulsiva sexual e, ao longo do seriado, ela se envolve em várias situações devido à sua hipersexualidade, além de contar sobre suas muitas aventuras sexuais, geralmente, histórias absurdas envolvendo seus amantes.